# Cottingham (Yorkshire de l'Est)
Pour les articles homonymes, voir Cottingham.
Cottingham est une ville  et une paroisse civile anglaises située dans le comté du Yorkshire de l'Est au nord de l'estuaire de l'Humber. En 2011, sa population était de 17 164 habitants.

## Personnalités liées à la commune
- Jacob Greaves (2000-), footballeur né à Cottingham.

## Source de la traduction
- (en) Cet article est partiellement ou en totalité issu de l’article de Wikipédia en anglais intitulé « Cottingham, East Riding of Yorkshire » (voir la liste des auteurs).